# Skal Labissière
Skal Labissière (Port-au-Prince, 18 marzo 1996) è un cestista haitiano.

## Carriera
Si rende eleggibile per il Draft NBA 2016, che si svolge al Barclays Center di Brooklyn il 23 giugno, durante il quale è stato scelto con la 28ª scelta assoluta dai Sacramento Kings, che avevano ottenuto la scelta dai Phoenix Suns.
Il 7 febbraio 2019 viene ceduto ai Portland Trail Blazers in cambio di Caleb Swanigan.
Il 6 febbraio 2020 viene ceduto agli Atlanta Hawks, in cambio di una futura seconda scelta protetta al secondo turno del draft.

## Statistiche

### College
| Anno      | Squadra           | PG | PT | MP   | TC%  | 3P% | TL%  | RP  | AP  | PRP | SP  | PP  |
| --------- | ----------------- | -- | -- | ---- | ---- | --- | ---- | --- | --- | --- | --- | --- |
| 2015-2016 | Kentucky Wildcats | 36 | 18 | 15,8 | 51,6 | 0,0 | 66,1 | 3,1 | 0,3 | 0,3 | 1,6 | 6,6 |
| Carriera  | Carriera          | 36 | 18 | 15,8 | 51,6 | 0,0 | 66,1 | 3,1 | 0,3 | 0,3 | 1,6 | 6,6 |

### NBA

#### Regular Season
| Anno      | Squadra             | PG  | PT | MP   | TC%  | 3P%  | TL%  | RP  | AP  | PRP | SP  | PP  |
| --------- | ------------------- | --- | -- | ---- | ---- | ---- | ---- | --- | --- | --- | --- | --- |
| 2016-2017 | Sacramento Kings    | 33  | 12 | 18,5 | 53,7 | 37,5 | 70,3 | 4,9 | 0,8 | 0,5 | 0,4 | 8,8 |
| 2017-2018 | Sacramento Kings    | 60  | 29 | 20,7 | 44,8 | 35,3 | 80,5 | 4,8 | 1,2 | 0,4 | 0,8 | 8,7 |
| 2018-2019 | Sacramento Kings    | 13  | 0  | 8,7  | 43,3 | 36,4 | 54,5 | 1,8 | 0,5 | 0,2 | 0,2 | 2,8 |
| 2018-2019 | Portland T. Blazers | 9   | 1  | 7,0  | 68,4 | 100  | 50,0 | 2,1 | 0,6 | 0,3 | 0,3 | 3,4 |
| 2019-2020 | Portland T. Blazers | 33  | 1  | 17,2 | 55,1 | 23,1 | 75,8 | 5,1 | 1,3 | 0,2 | 0,9 | 5,8 |
| 2024-2025 | Sacramento Kings    | 4   | 0  | 3,0  | 50,0 | 100  | -    | 0,8 | 0,3 | 0,0 | 0,0 | 1,3 |
| Carriera  | Carriera            | 152 | 43 | 17,2 | 49,2 | 36,0 | 74,8 | 4,4 | 1,0 | 0,3 | 0,7 | 7,1 |

#### Playoffs
| Anno     | Squadra             | PG | PT | MP  | TC%  | 3P% | TL% | RP  | AP  | PRP | SP  | PP  |
| -------- | ------------------- | -- | -- | --- | ---- | --- | --- | --- | --- | --- | --- | --- |
| 2019     | Portland T. Blazers | 3  | 0  | 3,7 | 25,0 | 0,0 | 0,0 | 0,0 | 0,0 | 0,0 | 0,0 | 0,7 |
| Carriera | Carriera            | 3  | 0  | 3,7 | 25,0 | 0,0 | 0,0 | 0,0 | 0,0 | 0,0 | 0,0 | 0,7 |

### G League
| Anno      | Squadra        | PG  | PT | MP   | TC%  | 3P%  | TL%  | RP   | AP  | PRP | SP  | PP   |
| --------- | -------------- | --- | -- | ---- | ---- | ---- | ---- | ---- | --- | --- | --- | ---- |
| 2016-2017 | Reno Bighorns  | 17  | 17 | 31,0 | 45,7 | 16,7 | 70,8 | 7,6  | 1,1 | 0,9 | 1,3 | 14,9 |
| 2017-2018 | Reno Bighorns  | 2   | 2  | 35,0 | 68,8 | 66,7 | 58,8 | 15,5 | 2,0 | 0,5 | 5,0 | 28,0 |
| 2020-2021 | Westch. Knicks | 9   | 0  | 11,8 | 45,0 | 20,0 | 100  | 2,8  | 0,2 | 0,3 | 0,8 | 5,7  |
| 2022-2023 | Capitanes C.M. | 9   | 2  | 23,7 | 49,3 | 16,7 | 50,0 | 6,1  | 1,6 | 0,9 | 1,9 | 8,3  |
| 2023-2024 | Stockton Kings | 40  | 28 | 24,5 | 61,1 | 34,0 | 58,3 | 6,5  | 1,8 | 0,7 | 1,7 | 13,6 |
| 2024-2025 | Stockton Kings | 44  | 40 | 26,8 | 59,9 | 36,5 | 73,9 | 7,5  | 2,2 | 0,6 | 1,3 | 15,0 |
| Carriera  | Carriera       | 121 | 89 | 25,5 | 56,8 | 31,9 | 68,0 | 6,9  | 1,7 | 0,7 | 1,5 | 13,5 |